# WDU

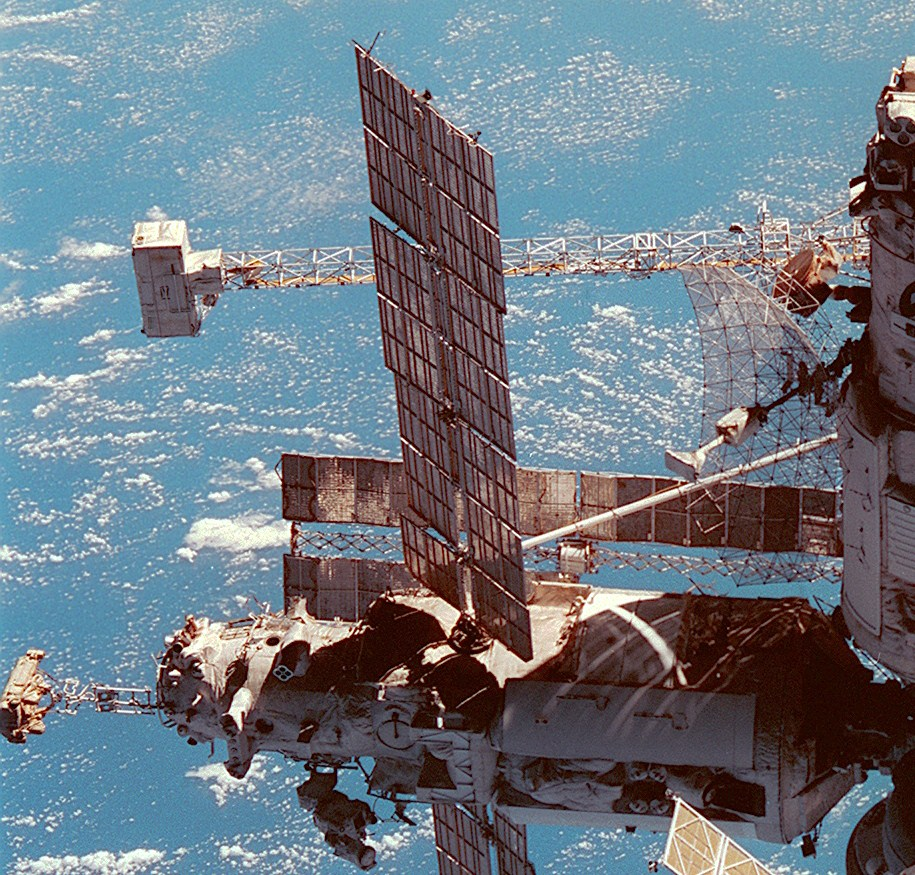
WDU na szczycie masztu Sofora

WDU (ros. Выносная Двигательная Установка, zewnętrzny system silnikowy) – samodzielny zewnętrzny system silników, używany do kontroli położenia stacji Mir. Dzięki umieszczeniu na maszcie Sofora (na kadłubie modułu Kwant-1) i odsunięciu od osi stacji, pozwalał na oszczędności paliwa na poziomie 85% i wyższą wydajność niż system sterowania reakcyjnego na kadłubie.
WDU miał kształt prostopadłościanu o długości 2,2 m. Samodzielne urządzenie zawierało silniki typu 11D428A-10 napędzane mieszanką tetratlenku diazotu z UDMH oraz jednorazowe zbiorniki z paliwem.
Stacja wyposażona była w dwa kolejne systemy WDU. Pierwszy z nich, WDU-1, został wyniesiony w sierpniu 1992 roku na pokładzie statku Progress-M 14. Kiedy wyczerpało się w nim paliwo, został zastąpiony przez WDU-2, wyniesiony w marcu 1998 na pokładzie statku Progress-M 38.